# Jet Li
Li Lianjie (chinês simplificado: 李连杰; chinês tradicional: 李連傑), mais conhecido como Jet Li. Embaixador(a) da boa vontade da OMS (Pequim, 26 de abril de 1962) é um ator, artista marcial e campeão de wushu. Nasceu em Pequim, na China e, posteriormente, se naturalizou singapurense. É considerado ao lado de Jackie Chan um dos atores asiáticos mais bem-sucedidos de Hollywood. Li possui um patrimônio avaliado em US$ 200 milhões.

## Biografia
Seu pai morreu quando tinha dois anos e sua mãe superprotetora enviou-o para a academia de Wushu aos 12 anos.
Praticando Wushu desde criança, a partir dos 12 anos ganhou 5 vezes o título de campeão nacional chinês de artes marciais (entre 1974 e 1979). O seu êxito levou a República Popular da China a declará-lo um "Tesouro Nacional." Assim, foi convidado a acompanhar diversas visitas oficiais chinesas ao exterior.
Aos 17 anos incompletos, em 1979, ele fez a sua estreia no cinema em Templo Shaolin, que se tornou imediatamente um sucesso nacional na China. Artista marcial excepcional, dotado de uma destreza técnica impressionante, perfeccionista e disciplinado, foi muitas vezes comparado com Bruce Lee.
Tornou-se célebre no exterior ao trabalhar com Tsui Hark em 1991 no famoso filme Era uma vez na China, no qual ele interpretava o herói popular Wong Fei Hung.
Durante anos, Li representou heróis lendários do folclore chinês, desde o revolucionário que luta contra a dinastia Manchu em Fong Sai-yuk, passando pelo monge caído em desgraça à procura de redenção em Tai Chi Master, até ao vingador dos chineses contra os invasores japoneses em Fist of Legend, um remake de Fist of Fury, protagonizado por Bruce Lee.

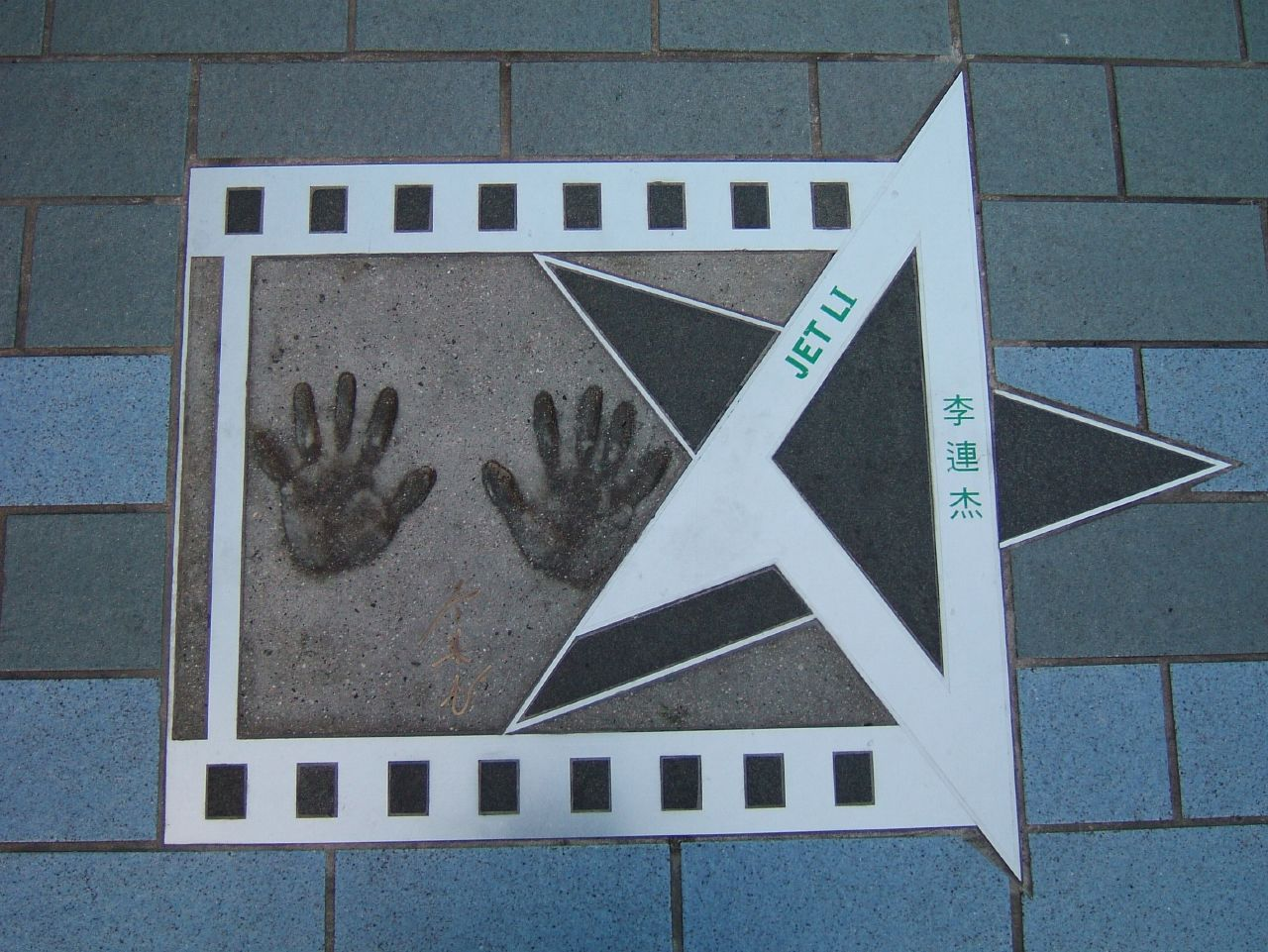
Estrela de Jet Li na avenida das estrelas em Hong Kong.

Os anos passaram com Jet Li a tornar-se numa das figuras mais proeminentes do cinema asiático, mas faltava ainda o reconhecimento mundial. A oportunidade surgiu com Máquina Mortífera 4. O primeiro papel num filme de Hollywood foi como um vilão em uma saga policial que conquistou o mundo inteiro, versando a sua história acerca das aventuras e desventuras da dupla de policiais interpretados por Mel Gibson e Danny Glover. Jet Li, neste filme, interpreta, pela primeira vez, o papel de mau numa fita. O sucesso do longa-metragem esteve distante dos seus congêneres anteriores, mas teve o condão de chamar a atenção de Hollywood para Jet Li. Joel Silver ficou impressionado com o potencial de Li em filmes de ação e convidou-o para o papel principal em Romeu tem que Morrer, onde a outra figura de destaque era a falecida actriz e cantora Aaliyah.
Jet Li recebeu o convite de Ang Lee para assumir o papel de Li Mu Bai no fabuloso épico de artes marciais O Tigre e o Dragão. Jet Li recusou a proposta, pois tinha prometido, à esposa, que não trabalharia durante a gravidez desta. Li Mu Bai viria ser excelentemente desempenhado por Chow Yun-Fat. Jet Li casou-se duas vezes, tendo quatro filhos.
Continuando o seu périplo pelo Ocidente, Jet Li viria a coprotagonizar com a aclamada atriz Bridget Fonda em O Beijo do Dragão, lutaria contra si próprio em O Confronto e embarcaria num duelo com Mark Dacascos em Contra o Tempo, filme onde entra igualmente o rapper DMX.

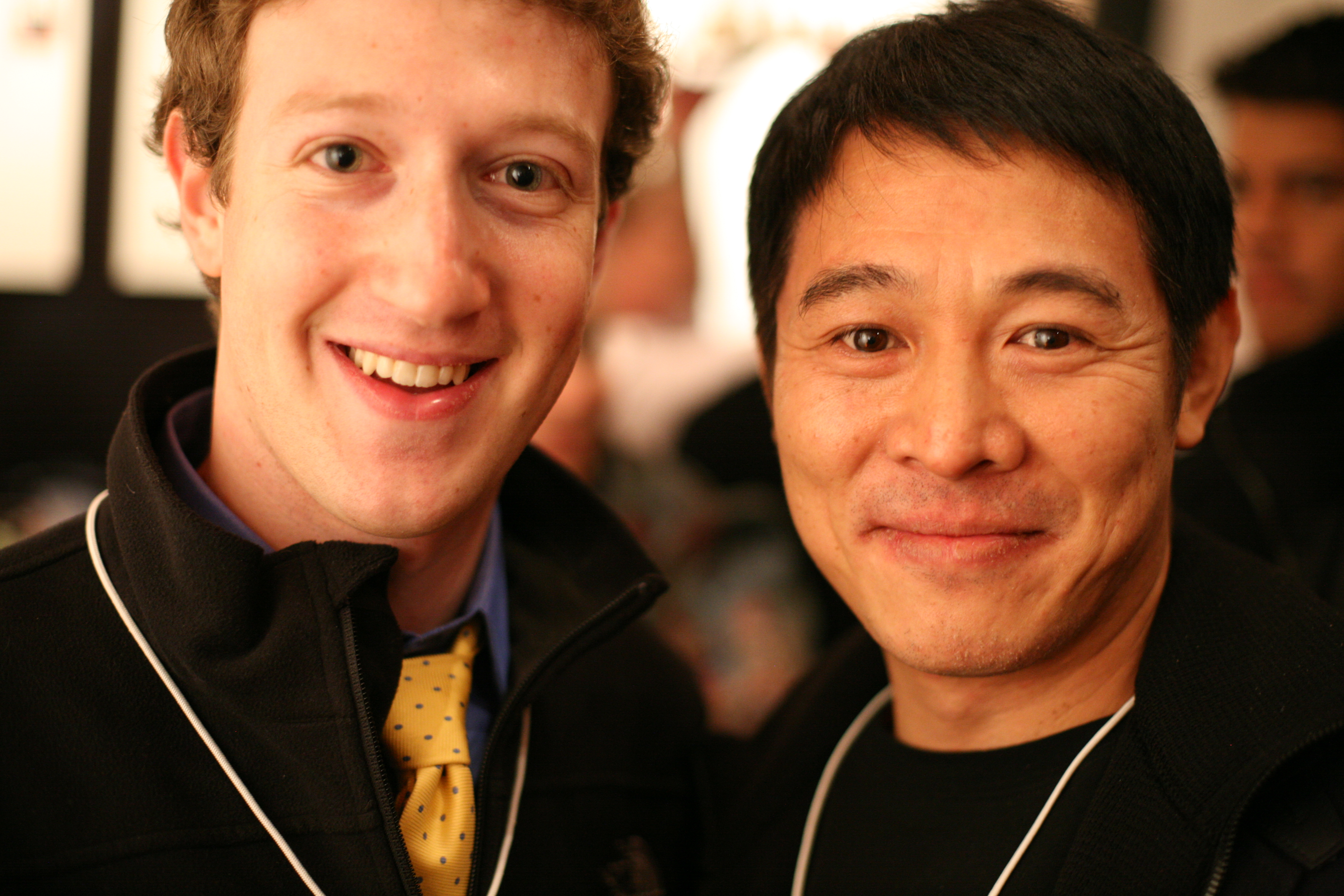
Jet Li e Mark Zuckerberg durante o Fórum Econômico Mundial de 2009.

Voltaria à China para interpretar o papel de Nameless no filme de artes marciais Herói. Apesar de a película ter estreado na China em 2002, Li ainda viria a ter a oportunidade de contracenar com a lenda Morgan Freeman e com o conceituado Bob Hoskins em Danny the Dog - Cão de Briga, em uma atuação elogiada pelos críticos.
Em 2006, chegou a confirmar que O Mestre das Armas seria o seu último filme voltado a artes marciais no universo da China antiga (tal fato pode ser visto nos extras do DVD). Contradizendo isso, dois anos depois, estrelou O Reino Proibido ao lado de outra lenda das artes marciais chinesa: Jackie Chan. A partir daí, voltou-se para os filmes de ação e atuou em Os Mercenários com Sylvester Stallone e outros veteranos em 2010. Também atuou na sequência de 2012, Os Mercenários 2.
Em 2013, atuou como um policial em busca de assassinatos ocorridos em Hong Kong em Dupla em Fúria ao lado de Zhang Wen.

## Artes marciais
Jet Li é mestre em vários estilos de wushu, como chang quan e fanziquan. Também estudou baguazhang, tai chi chuan, hsing-i chuan, zui quan, garra de águia e louva-a-deus do norte. Ele não aprendeu os estilos do sul da China, pois seu treino focava nos estilos do norte da China. Jet Li também tornou-se mestre no manejo de armas como o sanjiegun, gun, dao e a espada (jian).
Em 2011, junto com Jack Ma, fundou o taiji zen, uma combinação de tai chi chuan e meditação.

### Carreira nas artes marciais
Como atleta, Jet Li dedicou-se ao Wushu, especializando-se nas modalidades sem combate. Ele iniciou sua carreira nas artes marciais como integrante da Equipa de Wushu de Pequim (Beijing Wushu Team), um grupo de atletas organizados para realizar performances durante os Campeonatos Nacionais Chineses (All China Games).
Como membro da equipe, recebeu treino intensivo e conquistou 15 medalhas de ouro e uma medalha de prata nos campeonatos chineses de wushu:
- 1974 – Youth National Athletic Competition: medalha de ouro pela forma com sabre, medalha de ouro pela forma desarmada opcional, medalha de ouro do torneio.
- 1975 – Third Chinese Wushu Championships: medalha de ouro pela forma de punho longo (changquan), medalha de prata pela forma com lança.
- 1977 – National Wushu Competition: medalha de ouro pela forma de punho longo, medalha de ouro pela forma com sabre.
- 1978 – National Wushu Competition: medalha de ouro pela forma de punho longo, medalha de ouro pela forma desarmada opcional, medalha de ouro pela forma com sabre, medalha de ouro do torneio.
- 1979 – Fourth Chinese Wushu Championships: medalha de ouro pela forma de punho longo, medalha de ouro pela forma desarmada opcional, medalha de ouro pela forma com sabre, medalha de ouro pela forma com sparring (de combate), medalha de ouro do torneio.

Todas as suas medalhas de ouro pela forma desarmada opcional foram conquistadas com uma forma denominada fanzi yingzhuaquan (翻子鷹爪拳, garra de águia Fanziquan).
Também foi campeão mundial 3 vezes de Shorinji kempo.[carece de fontes?]

## Filmografia
Considerando as estatísticas do US Box Office em agosto de 2010, o filme mais bem-sucedido de Jet Li é Máquina Mortífera 4, que arrecadou mais de 130 milhões de dólares estadunidenses no mercado estadunidense, enquanto o segundo é A Múmia: Tumba do Imperador Dragão, com mais de 400 milhões de dólares estadunidenses. Herói é o terceiro filme em língua estrangeira mais bem-sucedido nos Estados Unidos e um dos seus filmes mais aclamados pela crítica. O Mestre das Armas é o sexto filme em língua estrangeira mais bem-sucedido de todos os tempos nos Estados Unidos.